# Music Week
Music Week – brytyjskie czasopismo biznesowe zajmujące się miejscowym przemysłem muzycznym.

## Historia
W 1967 roku Music Week został zarejestrowany w Audit Bureau of Circulations. W okresie od 1 do 30 października 2008 roku Music Week miał 63 904 unikalnych użytkowników. W 2011 roku Music Week wraz z Television Broadcast Europe, Pro Sound News i Installation Europe został sprzedany przez UBM przedsiębiorstwu Intent Media za 2,4 miliony funtów. W 2010 roku te cztery podmioty wygenerowały dochód 5,4 milionów funtów. Właścicielem czasopisma jest NewBay.